# Salomona coriacea
Salomona coriacea är en insektsart som beskrevs av Ludwig Redtenbacher 1891. Salomona coriacea ingår i släktet Salomona och familjen vårtbitare.

## Underarter
Arten delas in i följande underarter:
- S. c. coriacea
- S. c. uniformis